# Ondermolen Nieuwe Driemanspolder
De Ondermolen Nieuwe Driemanspolder maakt deel uit van de Molendriegang bij de Nederlandse plaats Leidschendam. Deze eerste trap van de molengang heeft een opvoerhoogte van 1,35 m. De voorganger van deze molen is in 1672 samen met de twee andere molens gebouwd ten behoeve van het droogmaken van de Nieuwe Driemanspolder. Op 11 juli 1902 brandde de molen na blikseminslag af. De huidige molen kwam een jaar later gereed. De molen is sinds 1945 voorzien van een centrifugaalpomp. In 1951 werd de molengang stilgezet. Een gemaal nam de taak van de molens over, en bovendien was door installatie van de centrifugaalpomp in deze molen een onbalans in de bemaling ontstaan.  In 2006 is een andere pomp in de molen gemonteerd, waarmee de driegang weer in balans kwam. Sinds 1958 waren de molens in bezit van de provincie Zuid-Holland. In december 2023 werden ze overgedragen aan de Rijnlandse Molenstichting. 
Alle drie de molens in de Nieuwe Driemanspolder zijn op gelijke hoogte gebouwd, waardoor de kelder onder de ondermolen vanwege de diepe ligging van de pomp wel acht meter hoog is.
De molengang is maalvaardig en draait eens per maand, op zaterdag.